# Lincolni székesegyház
A lincolni székesegyház (teljes nevén Áldott Szűz Mária lincolni székesegyháza, angolul The Cathedral Church of the Blessed Virgin Mary of Lincoln) egy gótikus anglikán (eredetileg római katolikus) katedrális az angliai Lincoln városában, a lincolni anglikán püspök székhelye. Helyén az első katedrálist 1092-ben szentelték fel, majd miután egy földrengés romba döntötte, 1185 és 1315 között gótikus stílusban újjáépítették. Központi tornyának nyúlánk süvege miatt 1311–1549 között ez volt a világ legmagasabb épülete, míg egy szélvihar 1549-ben le nem döntötte a toronysüveget. John Ruskin angol író így nyilatkozott róla: „Mindig is állítottam… hogy a lincolni katedrális messze-messze a legértékesebb darabja a Brit-szigetek építészetének, és annyit ér, mint nagyjából bármelyik másik két székesegyházunk.”[forrás?]

## Története
Lincoln első püspöke Remigius de Fécamp volt, aki valamikor 1072-1092 között helyezte a városba a székhelyét. A püspök addig Stow templomában misézett, bár az nem székesegyház volt, mivel az egyházmegye központjául a dorchesteri apátsági templom szolgált.

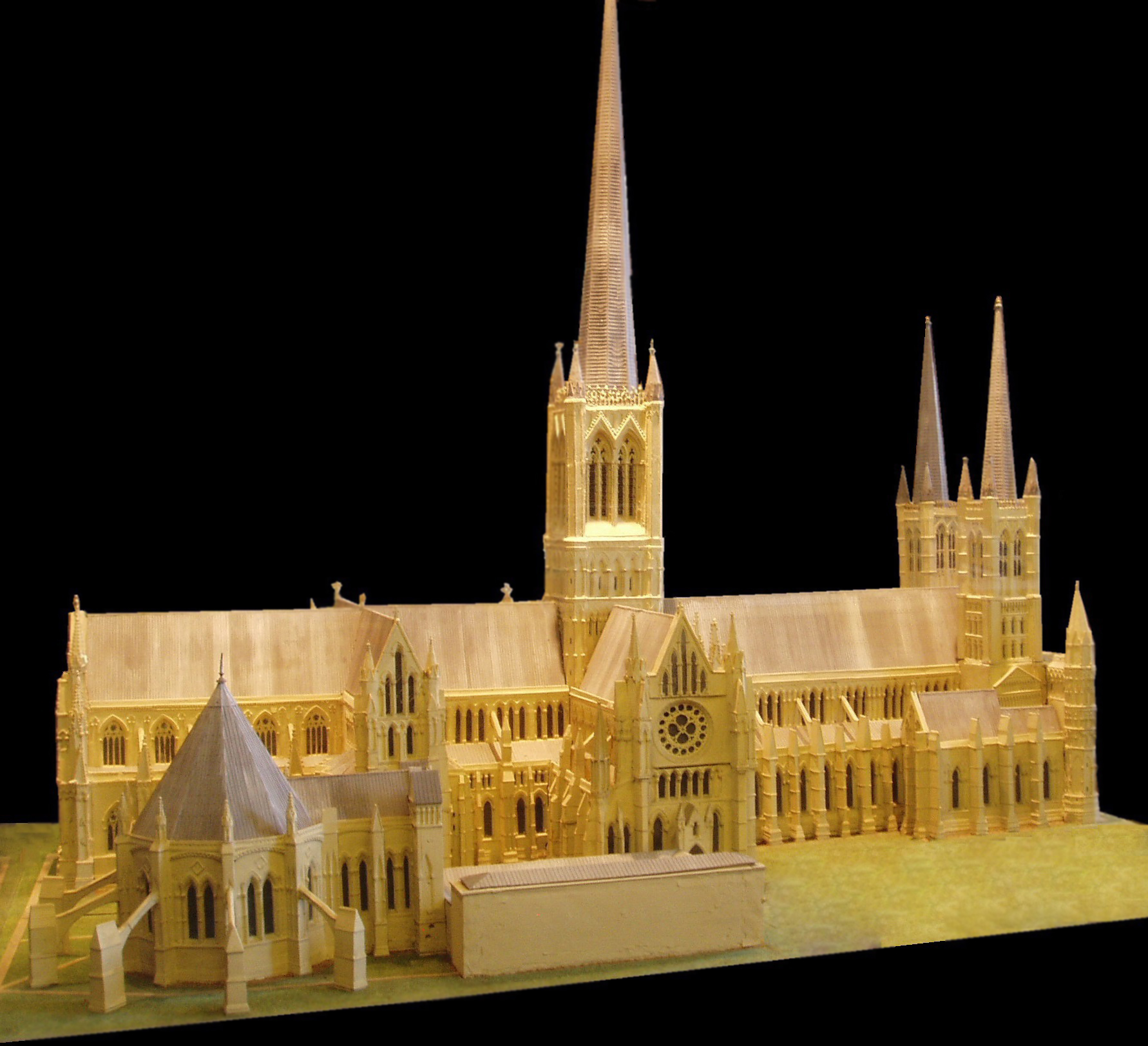
A katedrális makettje az eredeti toronysüvegekkel

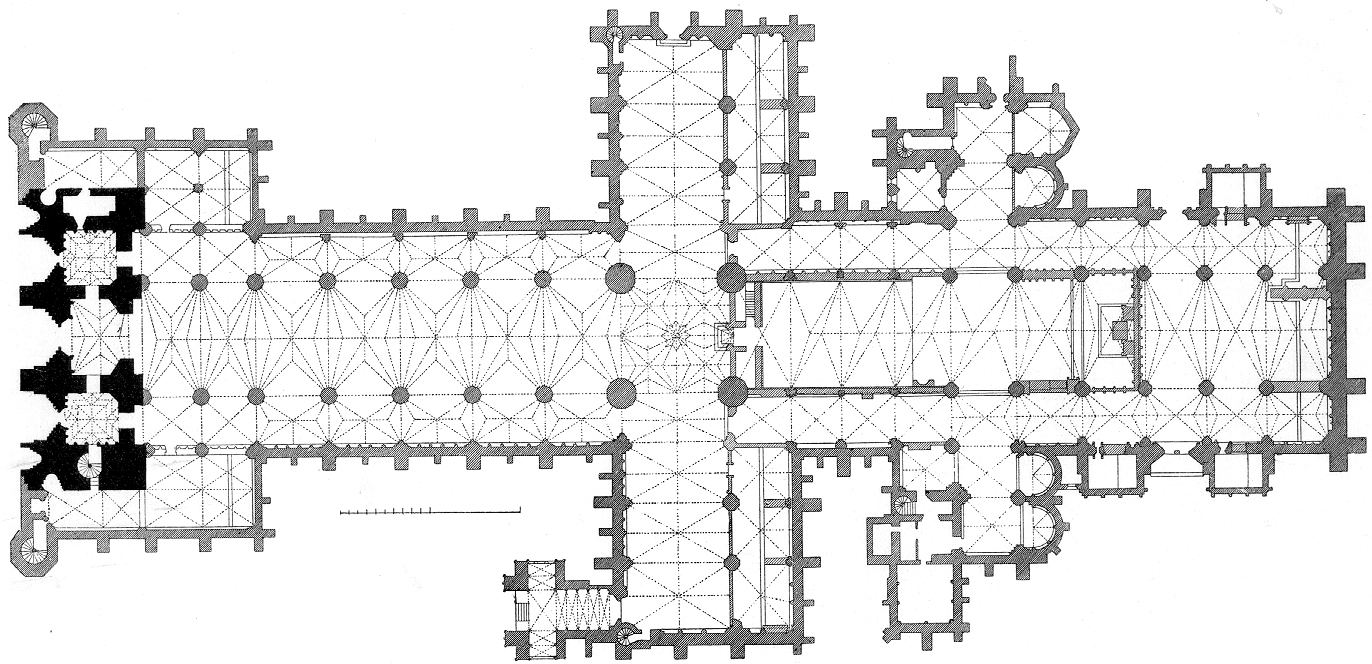
A templom alaprajza

Remigius új templomot építtetett a katedrális mai helyén, amely 1092-re készült el, ám a püspök május 9-én, két nappal a felszentelés előtt meghalt.
1141-ben egy tűzvészben elégett a templom tetőszerkezete, mire az akkori püspök, Alexander újjáépíttette és kibővítette a katedrálist. Negyven évvel később Anglia történetének egyik legnagyobb földrengésében (a becslések szerint a Richter-skálán 5 fölötti) az épület súlyosan megrongálódott, a leírások szerint "tetőtől talpig kettéhasadt". A régi épületből mára csak a nyugati szárny és két tornyának alsó része maradt meg normann stílusú súlyos boltíveivel.
A földrengés után új püspököt neveztek ki, Burgundiai Hugót, akit később Lincolni Hugó néven szentté is avattak. Ő kezdte el a székesegyház alapvető átépítését és kibővítését az építészet legmodernebb vívmányainak, a támpilléreknek, kihegyesedő boltíveknek és keresztboltozatoknak a felhasználásával. A főhajó korai angol gótikus stílusban készült. Az új szerkezeteknek köszönhetően az addig megszokottaknál jóval nagyobb ablakok beillesztése vált lehetővé. A hatalmas (148 m hosszú és 83 m magas) katedrális még ma is Anglia harmadik legnagyobb területű székesegyháza a londoni Szt. Pál és a yorki Minster után. Még ma is Lincolnshire legnagyobb épülete és egészen 1549-ig ez volt a világ legmagasabb emberkéz emelte szerkezete.
Röviddel az északi rózsaablak és egyéb technikai változtatások után építészi hiba következtében a központi torony 1237-ben leomlott. Hamarosan megkezdték az új torony felhúzását és az építők 1255-ben kérelmet nyújtottak be III. Henrik királyhoz, hogy engedélyezze a katedrális kibővítése miatt a városfal egy részének lerontását. Ekkor bővítették ki a templom keleti szárnyának kis kerek kápolnáit is, hogy fogadni tudják a Hugó sírjához járuló zarándokok tömegeit.
1290-ben meghalt I. Edward király felesége, Kasztíliai Eleonóra, az uralkodó pedig bebalzsamoztatta a testét. A királynét a westminsteri apátságban helyezték örök nyugalomra, míg belső szerveit a lincolni székesegyházban felállított síremlékben helyezték el. A 17. században a királyné eredeti képmása a szarkofágon elpusztult, ezt a 19. században egy másolattal pótolták. A katedrális külső falánál elhelyezett szoborkettőst is Edward és Eleonóra képmásaként mutatják be, bár nincs rá bizonyíték, hogy eredetileg a királyi párt ábrázolták volna és a 19. századi restaurálás során a szobrok jelentősen megváltozhattak.
1307 és 1311 között megnagyobbították a három tornyot (a középső ekkor érte el a mai 83 m-es magasságát) és az elülső homlokzatot. A központi torony faszerkezetű, ólomborítású, rendkívül meredek süvege ekkor 160 méteres magasságig emelkedett, amivel a katedrális meghaladta a Kheopsz-piramist és a világ legmagasabb épülete címmel büszkélkedhetett.

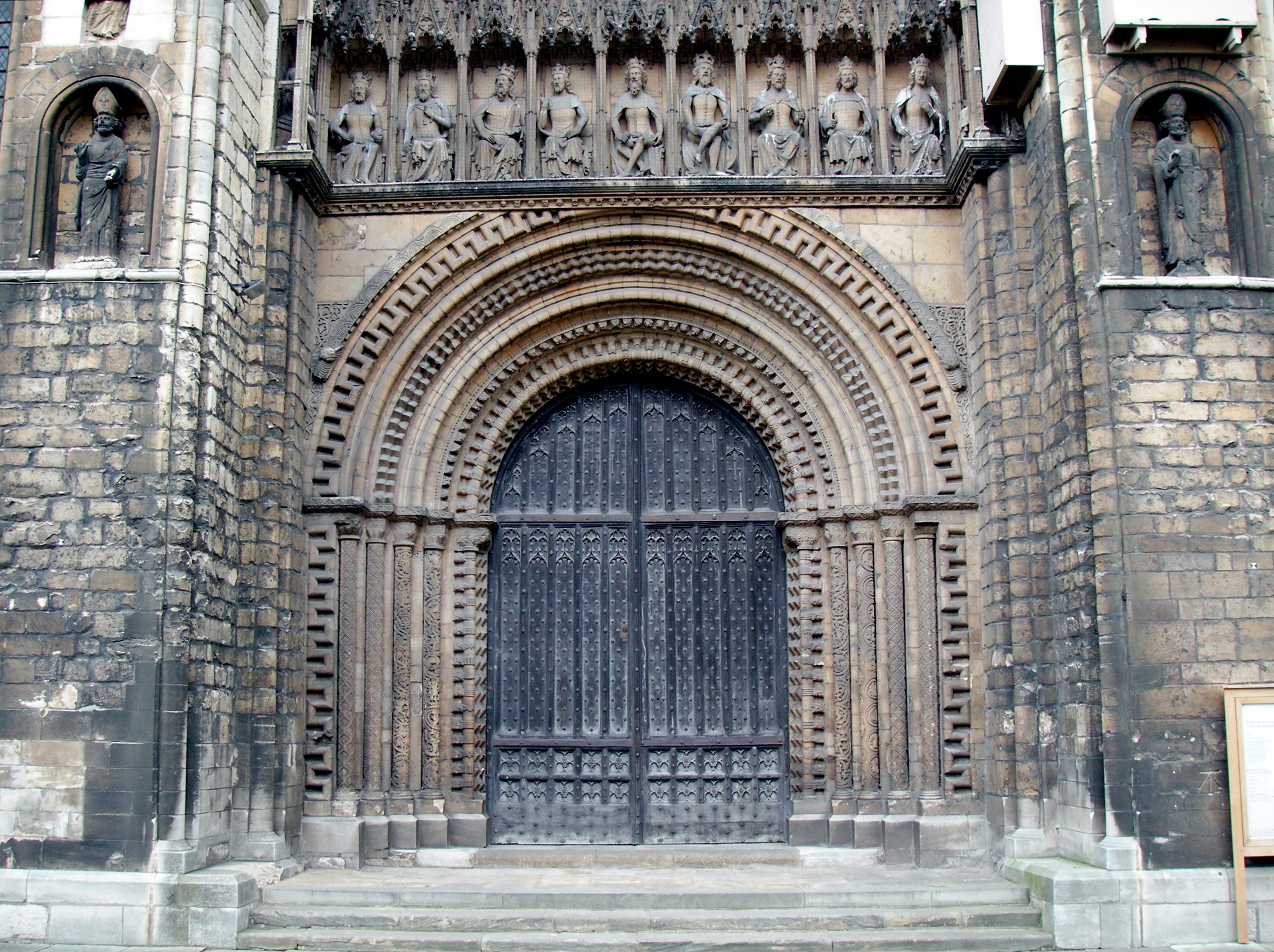
A normann stílusú nyugati főkapu

Wellsi Hugó lincolni püspök egyike volt a Magna Carta aláíróinak és a dokumentum egy példányát századokon át a katedrálisban őrizték. Ma a lincolni kastélyban található. Ezen kívül csak három másik példány maradt meg, kettőt a British Library-ban, egyet pedig a salisburyi székesegyházban őriznek.
1255-ben a városban eltűnt egy nyolcéves fiú, akinek a holttestét az egyik zsidó lakos kútjában találták meg. A lincolni zsidókat rituális gyilkossággal vádolták meg és bár bizonyítékul csak a kínzással kicsikart vallomásuk szolgált, tizenkilencet felakasztottak közülük. A Kis Szent Hugóként (hogy megkülönböztessék a püspök Szent Hugótól) emlegetett fiút mint mártírt a katedrálisban temették el, és síremléket állítottak neki. Sírjánál állítólag csodák történtek és kezdeményezték szentté avatását, amire azonban nem került sor. A reformáció idején síremléke elpusztult, ma a helyén az anglikán egyház által állított tábla emlékeztet a zsidók elleni hamis vérvádakra.
A 16. században VIII. Henrik bezáratta a kolostorokat és elkobozta vagyonukat. Az addig Anglia egyik leggazdagabbjának számító lincolni püspök jövedelmei drasztikusan visszaestek és ez volt az egyik oka, hogy a karbantartás hiánya miatt elkorhadt a székesegyház középső toronysüvegének faszerkezete és 1549-ben egy erős szélvihar ledöntötte. A későbbiekben nem is építették újjá.
A második világháborúban javarészt Lincolnshire-ből indultak az angol bombázók németországi bevetéseikre. A Lincolntól 7 km-re fekvő RAF Waddington légierőbázis a katedrális a levegőből messziről is felismerhető tornyát választotta jelképéül. 2006-ban egy emléktáblát helyeztek el a székesegyházban a brit légierő háborúban elesett 55 ezer katonájának tiszteletére. A háború alatt a katedrális kincseit egy húsz méter mélyen fekvő tárolóhelyen őrizték (a Magna Carta kivételével, amelyet az Egyesült Államokba küldtek)

## A katedrális a 21. században
A székesegyház fenntartása évente több mint egymillió fontot emészt fel. A legutolsó nagyobb restaurációs munka nyugati homlokzat helyreállítsa volt 2000-ben, de azután orvosolandó problémák mutatkoztak az egyik támpillérrel és az Esperes Szeme rózsaablaknál is. Az utóbbi renoválását 2006-ra végezték el mintegy 2 millió fontos költséggel.
A 2000-es évek közepén évente 200 ezren látogatták a katedrálist, ami 2010-ben 150 ezerre csökkent (a visszaesés oka állítólag a karácsonyi vásár lefújása volt abban az évben). A főhajó ingyenesen megtekinthető, de az épület teljes bejárásához jegyet kell váltani, amelyhez vezetést is biztosítanak. 

## Jellegzetességei

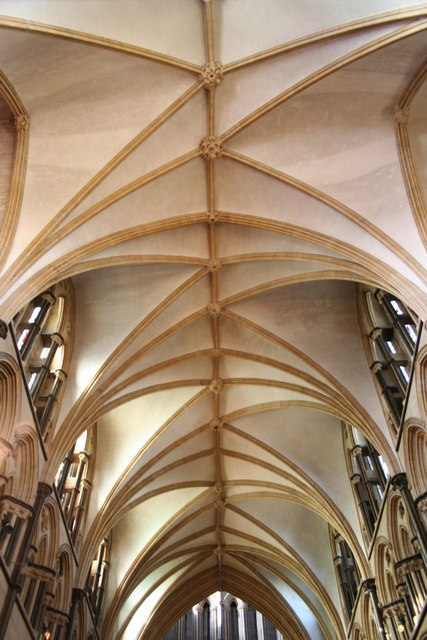
A főszentély aszimmetrikus boltozata

A lincolni katedrális a canterburyi székesegyház beosztását követi egy nagy és egy kisebb kereszthajójával, szentélykörüljárójával, hármas tagolású falával és bordás keresztboltozatával. Az építész azonban igyekezett felülmúlni a mintát, minden elemét megnövelte és olyan megoldásokkal is kísérletezett, amelyet másutt nem vagy csak ritkán látni. A templom legszokatlanabb része a Szt. Hugóról elnevezett szentély, amelynek építésze Noiersi Godefroi és 1210-ben kezdték el felhúzását. Itt két egyedi részlet látható: a mellékhajók kettős vakárkádjai és a főszentély páratlan módon aszimmetrikusan elrendezett bordás keresztboltozata
A délnyugati toronyban 13, az északnyugatiban 2, a központi toronyban pedig 5 harang található; utóbbiak között van a legnagyobb, a Great Tom (a harang mellé a 19. században egy negyedóránként ütő órát is szereltek).
A kereszthajó két végét lezáró falakba Angliában szokatlan módon színes üveggel díszített rózsaablakokat építettek be. Az északi, az ún. Esperes Szemének (Dean's eye) készítését még Lincolni Hugó rendelte el 1192-ben és 1235-ben lett teljesen készen. A déli kereszthajó rózsaablakának neve a Püspök Szeme (Bishop's eye), és száz évvel később, 1330-ban átépítették. Az északi, sötét oldal az ördögöt, a déli pedig a Szentléleket jelképezte, ezeket tartják szemmel, illetve tekintenek a rózsaablakok, a templom "szemei".
A templom orgonáját 1898-ban építette a híres orgonakészítő, Henry Willis. Azóta kétszer újították fel, 1960-ban és 1998-ban. 

## Érdekességek
A székesegyház belsejének egyik kőfaragványa egy kis ördögfigurát ábrázol. A mese szerint a sátán két ördögfiókát küldött fel a földre rendetlenkedni, akik a katedrálisban összetörték a padokat és asztalokat és elgáncsolták a püspököt. Egy angyal jelent meg, hogy elkergesse őket, mire egyikük felült egy oszlopra és kővel dobálta meg őt. Az angyal kővé változtatta, bár ezalatt a másikuknak sikerült eliszkolnia. Az ördögfigura - angolul imp - a város egyik jelképévé vált, Lincoln futball- és jégkorongcsapatának is ez jelképe, becenevük pedig The Imps.
A székesegyház könyvtára az egyik legszebb kelet-angliai könyvgyűjtemény, példányai között 277 középkori kézirat is található, többek között a 8. században élt Beda Venerabilistől.
A székesegyházban forgatták A da Vinci-kód egyes, a westminsteri apátságban játszódó részeit (Westminster nem járult hozzá a filmezéshez). Szintén itt vették fel a westminsteri jeleneteket Az ifjú Viktória királynő c. film forgatásán is 2007-ben.

## Képek

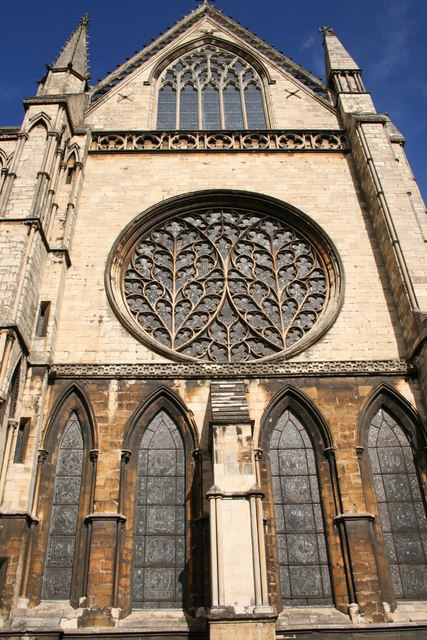
A Püspök Szeme - déli rózsaablak
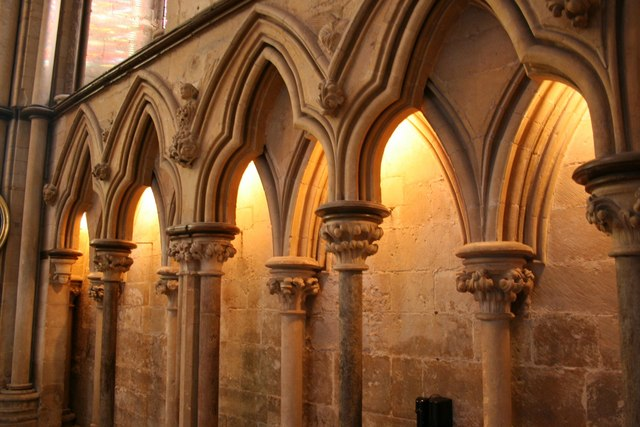
Sajátos kettős vakárkádok
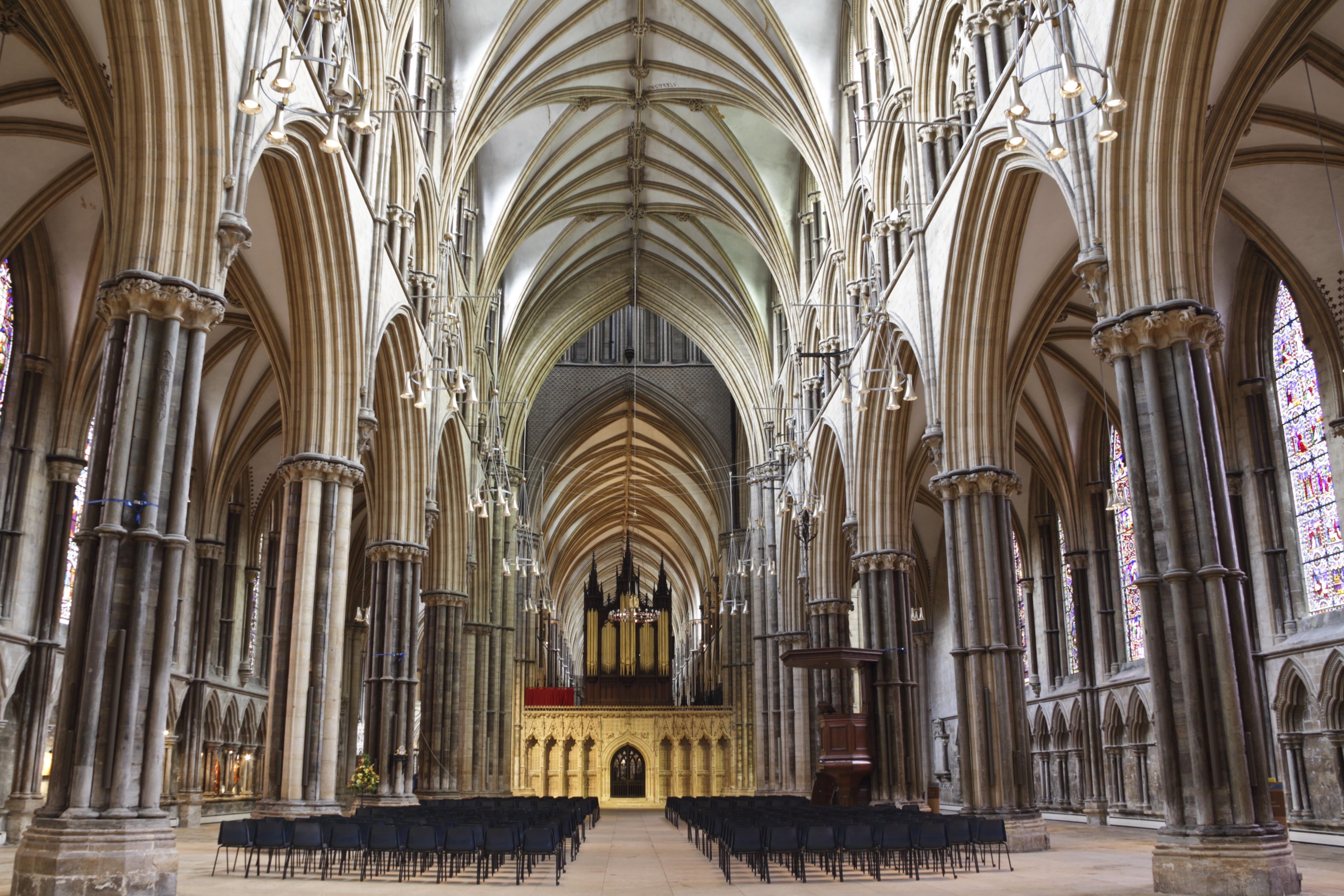
A főhajó belülről
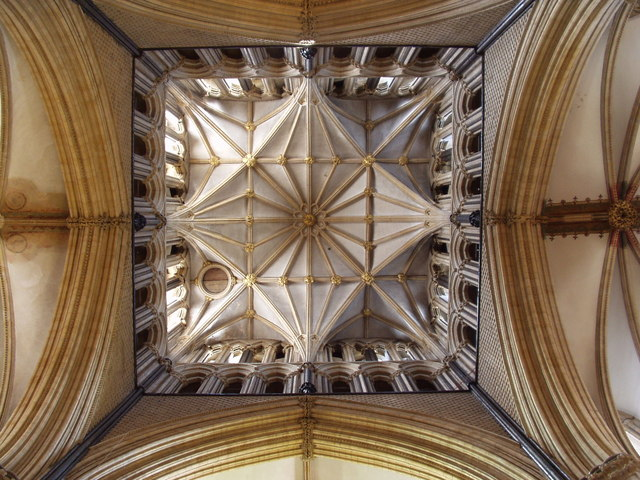
Csillagboltozat a hajók kereszteződésénél
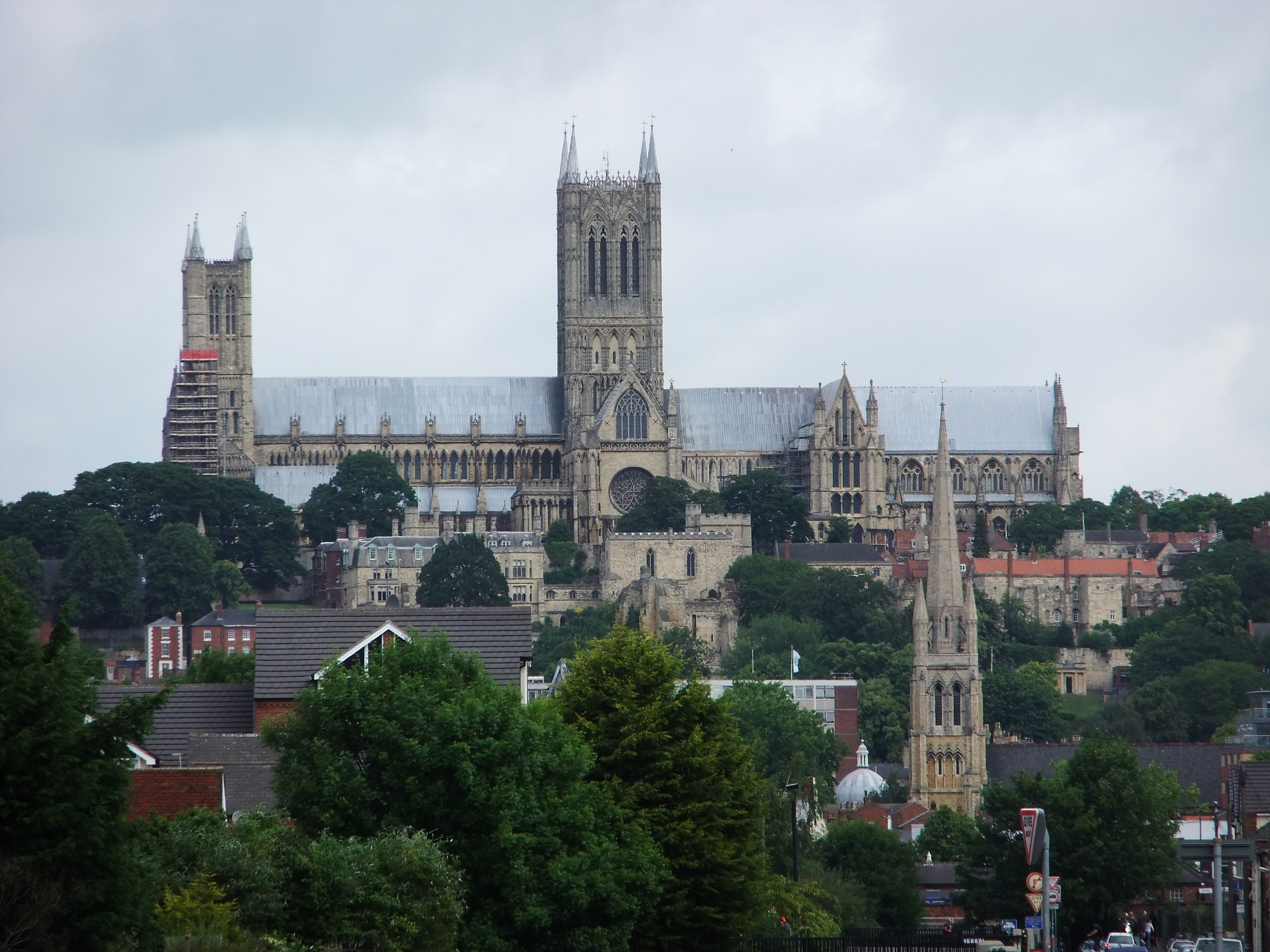
Oldalnézet
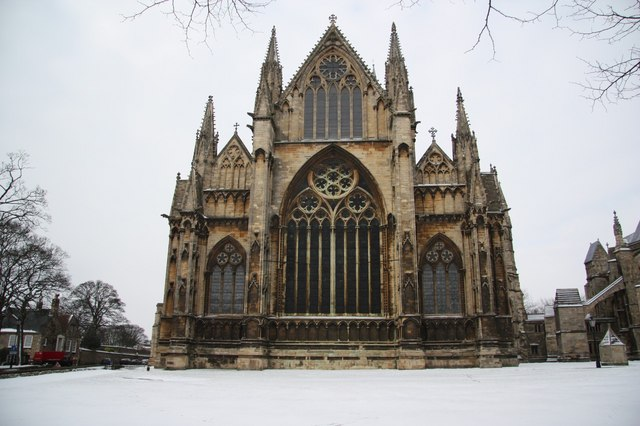
A keleti oldal
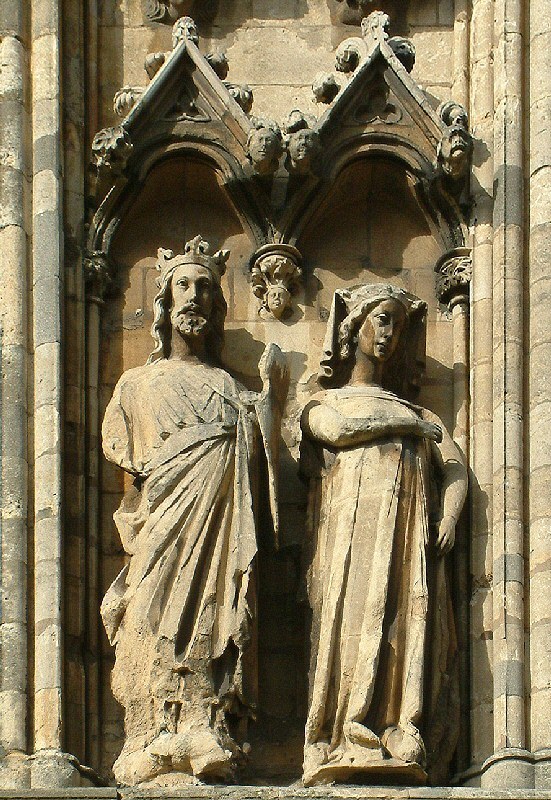
I. Edward és Eleonóra állítólagos szobrai

## Fordítás
- Ez a szócikk részben vagy egészben  a   Lincoln Cathedral című angol Wikipédia-szócikk ezen változatának fordításán alapul.  Az eredeti cikk szerkesztőit annak laptörténete sorolja fel. Ez a jelzés csupán a megfogalmazás eredetét és a szerzői jogokat jelzi, nem szolgál a cikkben szereplő információk forrásmegjelöléseként.